# Haus der Familie Karamata
Das Haus der Familie Karamata ist ein Kulturdenkmal in Belgrad. Es befindet sich in Zemun, in der Straße Karamatina Nr. 17.

## Beschreibung
Das Haus besteht aus dem Erdgeschoss und einem Stockwerk mit einfachem Dach sowie einem Stockwerk mit Keller und einem Mansarddach. Alle drei Teile sind mit einer einzigartig bearbeiteten Fassade miteinander verbunden und haben einen gemeinsamen Haupteingang. Der höchste Teil des Gebäudes wurde im Jahr 1764 vom Handelskaufmann Kuzman Jovanović errichtet. Das Gebäude hatte Dimitrije Karamata, ein Zuwanderer aus Katranica, aus dem damaligen türkisch-ägäischem Mazedonien (das heutige Pyrgi in Griechenland) im Jahr 1772 für 4.000 Forint gekauft. Das Gebäude befindet sich bis heute im Besitz der Familie Karamata.
In den Plänen von Zemun hat das Gebäude, Ende des 18. Jahrhunderts das jetzige Gabarit. Jovan Karamata, der Sohn des Dimitrije, baute im Jahr 1827 ein Stockwerk auf den mittleren Teil des Hauses und nahm eine Adaptation des gesamten Gebäudes vor. Einzigartig ist aus dieser Zeit die Fassade mit dem Tor, über dem das Jahr 1827 aufgeführt ist. Die Fassade ist im Stil des Klassizismus und des Empire gehalten, während das Gebäude im Ganzen die Eigenschaften eines typisch städtischen Barockhauses besitzt. Das frühere Barocktor befand sich im östlichen Teil des Gebäudes. Die Erbauer des Hauses sind bisher unbekannt. Es existieren auch keine Originalpläne. Das Gebäude stellt eines der bedeutendsten Denkmäler des alten Kerns von Zemun dar.
Im Hause der Familie Karamata ließ sich Kaiser Joseph II. mit seinem Stab während des Österreichisch-Türkischen Krieges im Jahr 1788 nieder. Dort wurde der Kriegsrat abgehalten, bei dem, neben Joseph II., auch die Feldmarschälle Lazy und Laudon mitgewirkt haben. Bei dieser Gelegenheit wurde an der Salondecke des ersten Stockwerkes das holzgeschnitzte und bemalte Wappen mit dem zweiköpfigen österreichischen Adler und den Symbolen der Monarchie angebracht, wahrscheinlich das Werk eines heimischen Holzschnitzkünstlers. Während der Serbischen Bewegung 1848–49 ließ sich der serbische Patriarch Josef Rajačić im Gebäude nieder. In diesem Gebäude wurden auch Sitzungen des Hauptvolksausschusses Vojvodina Serbiens, bei denen Atanas Karamata Kassierer war, abgehalten. Dort hielt sich auch, neben anderen bekannten Persönlichkeiten, Vuk Stefanović Karadžić auf.